# Onosma pseudoeuboica
Onosma pseudoeuboica är en strävbladig växtart som beskrevs av Herwig Teppner och Karl. Onosma pseudoeuboica ingår i släktet Onosma och familjen strävbladiga växter. Inga underarter finns listade i Catalogue of Life.